# Barons & Bankers
Barons & Bankers is het derde album van de band Vic du Monte's Persona Non Grata.

## Track listing
| Nr. | Titel                   |
| --- | ----------------------- |
| 1   | Cockblocker             |
| 2   | Raising To The Ground   |
| 3   | Never Home              |
| 4   | Barons & Bankers        |
| 5   | Chief Running Scams     |
| 6   | Truth And Consequence   |
| 7   | Wog Box                 |
| 8   | Running To The Moon     |
| 9   | Vanished From The Scene |
| 10  | Invisible Man           |
| 11  | Man Trap                |
| 12  | Laufen Zum Mond         |

## Bandleden
- Chris Cockrell (Vic du Monte) - zang, gitaar, bluesharp
- James Childs - basgitaar, keyboard, zang
- Sargon Dooman - gitaar
- Alfredo Hernandez - drum